# 전동성당
전동성당(殿洞聖堂)은 대한민국 전북특별자치도 전주시에 위치한 로마 가톨릭교회의 성당이다. 1981년 9월 25일 대한민국의 사적 제288호로 지정되었다.

## 개요
현재 전주시 안에 세워진 가장 오래된 성당이자, 호남 전체에서 최초로 세워진 로마네스크 양식 건물
이다. 1937년에서 1957년까지 천주교 전주교구의 주교좌성당이었으며, 건축물의 아름다움으로 인해 영화의 촬영지나 결혼식 장소로 자주 쓰이기도 한다. 본당의 수호 성인은 성 프란치스코 하비에르이다.

## 역사
원래 전동성당이 위치한 자리는 풍남문의 밖으로 1791년 신해박해 때 한국 교회 최초의 순교자인 윤지충 바오로(1759-1791)을 비롯하여 그의 외종형 권상연 야고보(1751-1791)이, 1801년 신유박해 때에는 유항검 아우구스티노 (1756-1801), 유관검 (1768-1801) 형제가 육시형을, 윤지헌 프란치스코 (1764-1801), 김유산 토마스(1760-1801), 이우집 (1761-1801)등이 교수형을 당한 등 호남 지역의 많은 가톨릭 신자가 순교한 자리였다. 19세기 말에 이르러 기독교 신앙이 허용되면서 개항지가 아니었던 전주시에도 선교사가 들어왔으며, 1891년에는 전주성당 (현재의 전동성당) 주임인 보두네 신부가 현재의 위치에 있었던 민가를 사들여 임시 본당으로 삼았다.
본당이 처음 생겼을 때에 전주읍성 주변에 신자는 거의 없었고, 주로 산골인 대승리, 고산 되재, 천호동, 배재 등지에 신자가 밀집해 있었으나, 1894년 동학 농민 운동이 일어나는 등 여러 사건이 일어나면서 신자의 수가 급격히 증가하였다.
따라서 기존의 성당보다 더 큰 성당의 필요성이 대두되었고, 이후 1908년 명동성당의 내부를 건축한 프와넬 신부의 설계로 성당이 착공되었다. 성당은 1914년에 비로소 외관 공사가 끝났으며, 이후로도 계속 공사가 진행되어 1931년에 완공되었고, 그 해 6월 18일에 대구대목구의 드망즈 교구장을 주례로 하여 축성식을 가졌다.
1937년에는 대구대목구에서 전주지목구가 분리되면서 주교좌 성당으로 지정되었으며, 첫 교구장인 김양홍 신부가 착좌하였다. 이후 계속해서 주교좌 성당으로의 역할을 하다가 1957년 중앙성당으로 주교좌가 옮겨감으로써 다시 평범한 성당으로 돌아왔으나, 이후로도 계속 전주 지역의 천주교 성지 중 하나로써 상징적인 역할을 하고 있다. 1981년 9월 25일에 사적 제 288호로 지정되었다.
1970년대와 1980년대에는 대한민국의 군사정권에 항거하는 시위가 성당에서 몇 차례 있었으며, 이 과정에서 주임 신부 및 보좌신부가 경찰의 폭력에 노출되기도 하였다.
1988년에는 원인 불명의 화재가 일어나 성당의 일부가 전소되는 등의 일도 겪었다.
2009년에는 대한민국의 일부 기독교 교회가 사회 봉사보다는 외연적 성장에 치중하는 것에 분노한 20대 청년 2명이 건물 정문에 반기독교적 낙서를 하였다가 붙잡혔다.

## 건축
전동성당은 호남 지역 최초의 서양식 건물이다. 로마네스크 양식 건물이며, 중앙의 종탑과 양쪽 계단에는 비잔틴 양식의 뾰족 돔을 올렸으며, 성당 내부의 석조 기둥에도 비잔틴 양식이 녹아 있다. 한국의 천주교회 건축물 중 곡선미가 가장 아름답고 웅장하며 화려한 건물로 손꼽히고 있다.
성당은 화강암을 주춧돌로 하여 붉은 벽돌로 지어졌다. 주춧돌인 화강암은 착공 당시인 1908년에 대한제국을 간접 통치하고 있던 일본 제국 통감부가 헐은 전주읍성의 풍남문 인근 성벽 돌을 이용하였다. 성당을 구성하는 벽돌의 일부도 헐린 성벽에서 나온 흙을 구워 만들었다. 나머지 석재와 목재들은 각각 익산시 황등면의 채석장과 승암산의 목재를 사용하였다. 1908년에 건축을 시작하여 1931년에 최종 완공되었다.
함께 있는 전동성당 사제관은 전북특별자치도 문화재자료 제178호로 지정되어 있다.

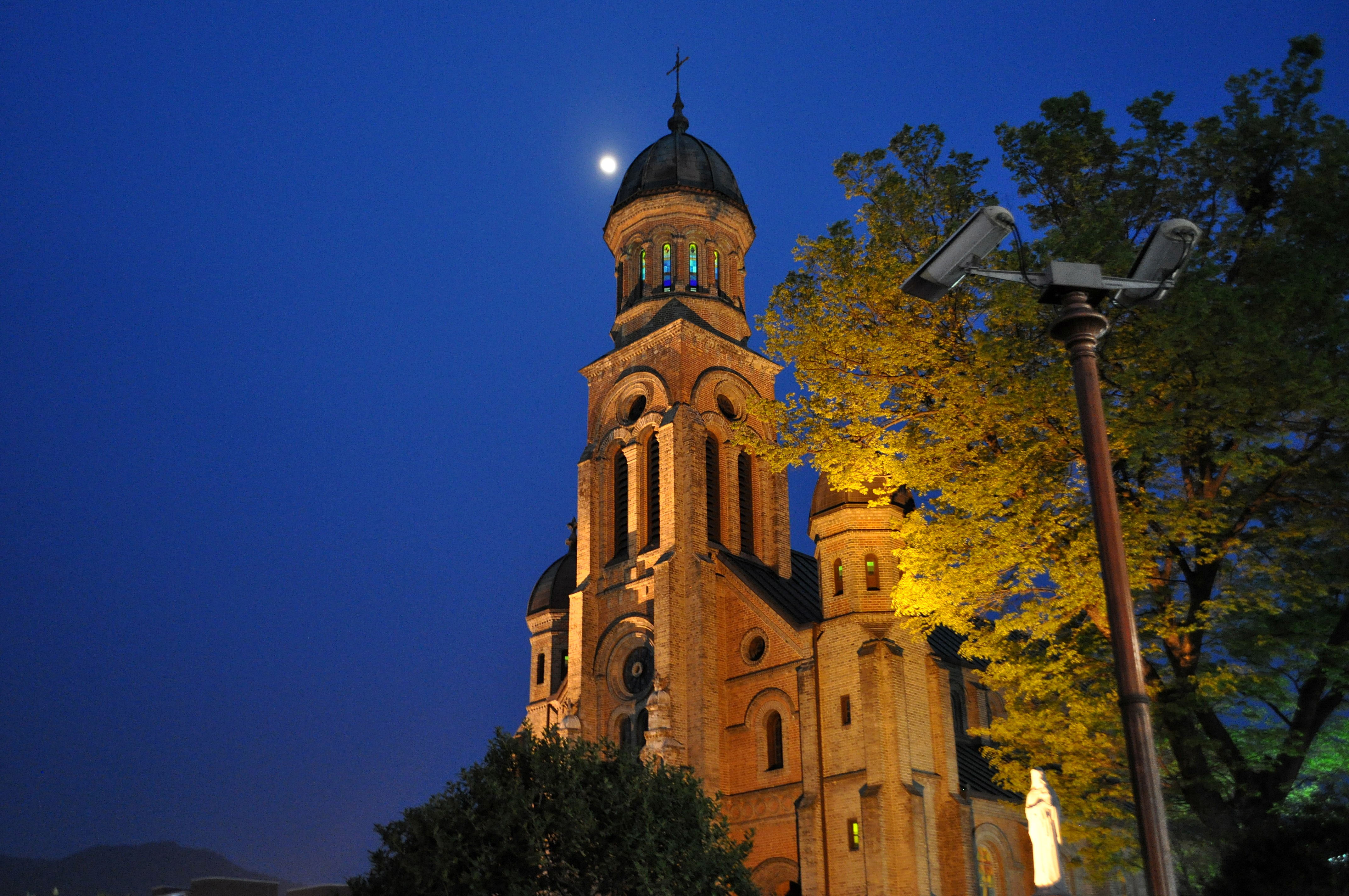
전동성당 야경모습

## 현황
전주교구의 3지구에 속해있으며, 완산구 전동, 교동, 경원동, 풍남동, 남노송동, 동완산동, 서완산동, 중앙동, 다가동을 관할하는 교회구의 중심 성당이다. 교회구를 총 4개의 지역으로 구분하여 사목하고 있다. 현재 교회구 내에 총 7,521명의 신자가 있다.
성당에 부속된 시설로 성심유치원이 있으며, 근처에 전주성심여자중학교와 전주성심여자고등학교가 세워져 있다.

## 사진

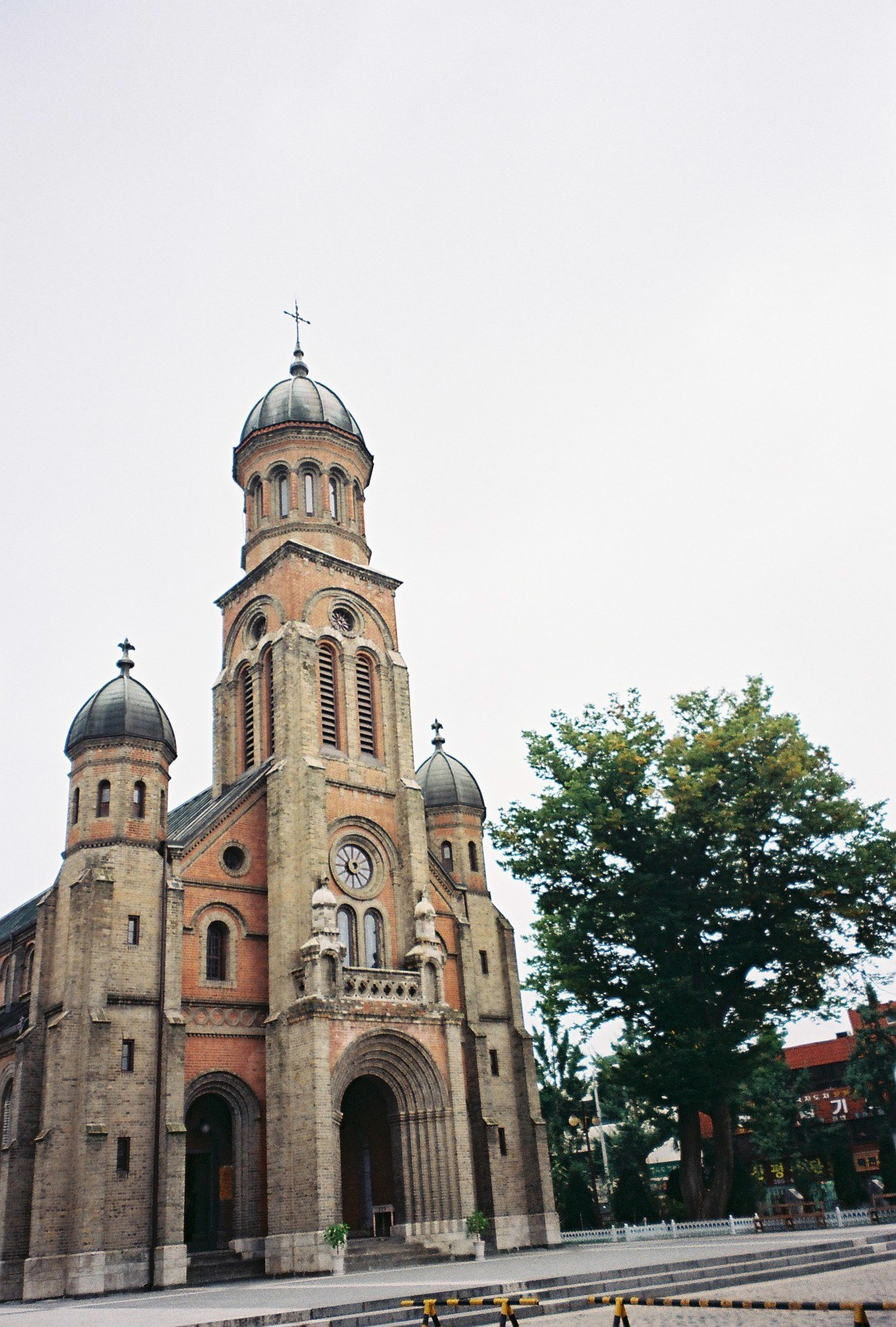
전동성당
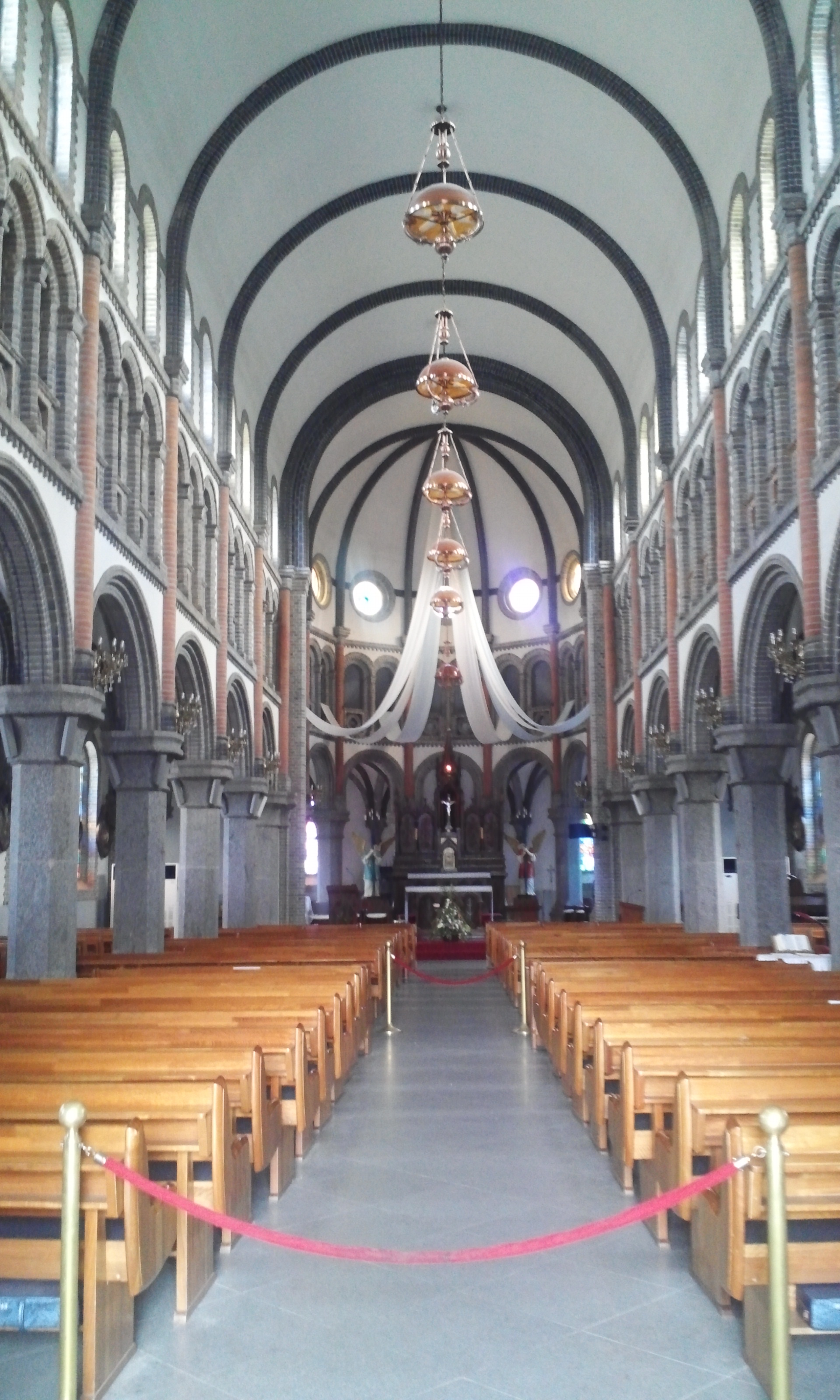
전동성당의 내부

## 같이 보기
- 전동성당 사제관 (전북특별자치도 문화재자료 제178호)
- 명동 성당

## 참고 자료
- 전주 전동성당 - 국가유산청 국가유산포털